# محمد الفاضل بن عاشور
محمد الفاضل بن عاشور هو الشيخ محمد الفاضل بن محمد الطاهر بن الصادق عاشور، ولد في مدينة تونس يوم 2 شوال سنة 1327 هـ/(16 أكتوبر /تشرين الأول 1909 وفيها توفي يوم 12 صفر 1390 هـ (19 أفريل/19 نيسان1970م). أحد أهم علماء الدين الذين عرفتهم تونس في القرن العشرين.

## نشأته

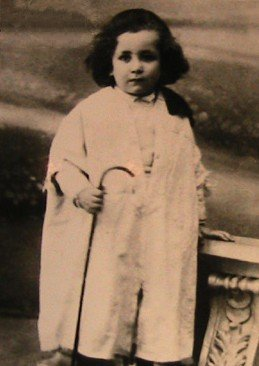
محمد الفاضل بن عاشور صغيراً.

تربّى في أحد بيوت الدين والعلم، إذ كان والده محمد الطاهر بن عاشور من كبار العلماء في تونس، كما أن صهره والد زوجته هو محمد عبد العزيز جعيط الذي سبقه في منصب مفتي الجمهورية. وفي هذا المعنى يقول الفاضل بن عاشور: «ونشأت في ظل العناية المتوافرة من والدتي ووالدتها ووالدها ووالدي ووالده ووالدته والجدة الكبرى جدة والدي ووالدتي معا». بدأ حفظ القرآن الكريم وهو في الثالثة من عمره، ليتمه عندما بلغ التاسعة. كما حفظ بعض المتون في النحو ثم تعلم اللغة الفرنسية على أيدي معلمين خصوصيين. وفي سنة 1922 بدأ دراسة مبادئ القراءات والتوحيد والفقه والنحو، ثم التحق بجامع الزيتونة إلى أن أحرز على شهادة التطويع سنة 1347هـ/1928م.

## الوظائف التي تقلدها
التحق الشيخ محمد الفاضل بن عاشور للتدريس بجامع الزيتونة سنة 1351هـ/1932م. وارتقى سلّم المدرسين الزيتونيين حتى سُمّي مدرساً من الطبقة الأولى. وبعد الاستقلال (1956)، أُسندت إليه عمادة كلية الشريعة وأصول الدين في جامعة الزيتونة سنة 1381هـ/1961م واستمر بها إلى وفاته. كما اشتغل مناصب قضائية من بينها أنه ترأّس المحكمة الشرعية العليا، وتولّى منصب مفتي الجمهورية التونسية.

## بين القومية والوطنية

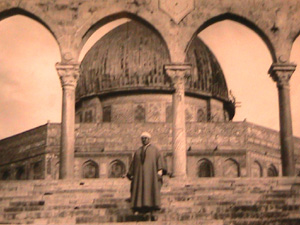
محمد الفاضل بن عاشور في القدس

كان الشيخ محمد الفاضل بن عاشور خطيباً مفوّهًا، يشد سامعيه إليه شدا، وقد برز خاصة في الأربعينات في الأنشطة الداعمة للقضية الفلسطينية وفي تنظيم الاحتفالات احتفاء بتأسيس جامعة الدول العربية، وقد جلب له هذا النشاط التقدير والاحترام والتأثير في الوسط الزيتوني وفي الساحة الوطنية، وهو ما هيّأه لأن يترأّس الاتحاد العام التونسي للشغل عند تأسيسه في 20 جانفي 1946، كما عُيِّن في الديوان السياسي للحزب الحر الدستوري الجديد. لكن لم يستمر في هذه المكانة إذ سرعان ما استبعد خوفا من تأثيره الكبير.

## نشاطه العلمي

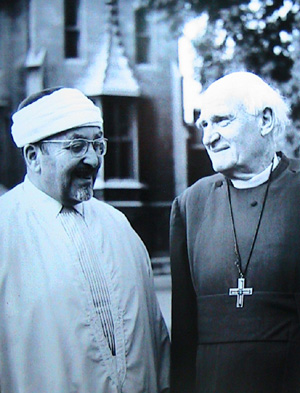
مع رجل دين مسيحي

- ترأّس الشيخ محمد الفاضل بن عاشور جمعية الخلدونية، وأراد أن يرتقي بالتعليم فيها من خلال تأسيس «معهد الحقوق العربي» و«معهد الفلسفة»، وعمل من أجل توجيه الطلبة التونسيين إلى المشرق العربي.

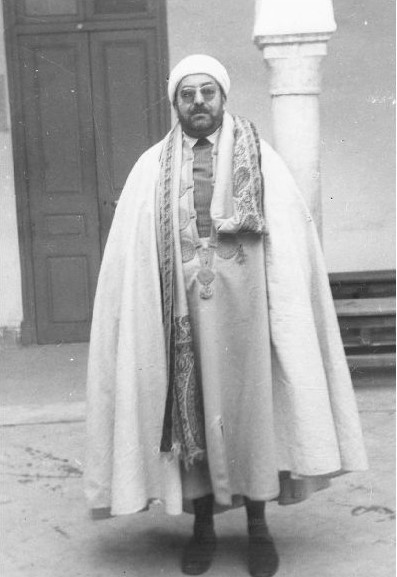
الشيخ محمد الفاضل بن عاشور

- سافر الشيخ محمد الفاضل بن عاشور في مهمات علمية إلى خارج تونس، وألقى محاضرات عديدة في عدد من الجامعات الأجنبية من بينها جامعة السوربون بباريس، وجامعة إستانبول في تركيا، وفي الهند وجامعة عليكرة في الهند، وجامعة الكويت. كما زار عدة بلدان من بينها الجزائر ومصر وسوريا ولبنان وإيطاليا وسويسرا والمغرب الأقصى وليبيا وألمانيا والنمسا واليونان ويوغسلافيا السابقة وبلغاريا...

من أهم المؤتمرات التي شارك فيها مؤتمرات المستشرقين بباريس، كما أنه عضو في المجمع اللغوي بالقاهرة، ورابطة العالم الإسلامي بمكة المكرمة، وعضو مراسل بالمجمع العلمي العربي بدمشق، و مجمع البحوث الإسلامية بمصر، والجامعة الإسلامية بالمدينة المنورة.

## من مؤلفاته
- الحركة الأدبية والفكرية في تونس، الدار التونسية للنشر، تونس، ط3، 1983.
- أركان النهضة الأدبية في تونس، مكتبة النجاح، تونس 1960.
- تراجم الأعلام، الدار التونسية للنشر، تونس 1970.
- المصطلح الفقهي في المذهب المالكي.
- أعلام الفكر الإسلامي في تاريخ المغرب العربي.
- التفسير ورجاله.

## وصلات خارجية
- الفقيه العلامة.. محمد الفاضل بن عاشور نسخة محفوظة 5 أكتوبر 2006 على موقع واي باك مشين.، المستشار عبد الله العقيل، مجلة المجتمع، 24 يونيو 2006م